# V-12海军学院培训计划

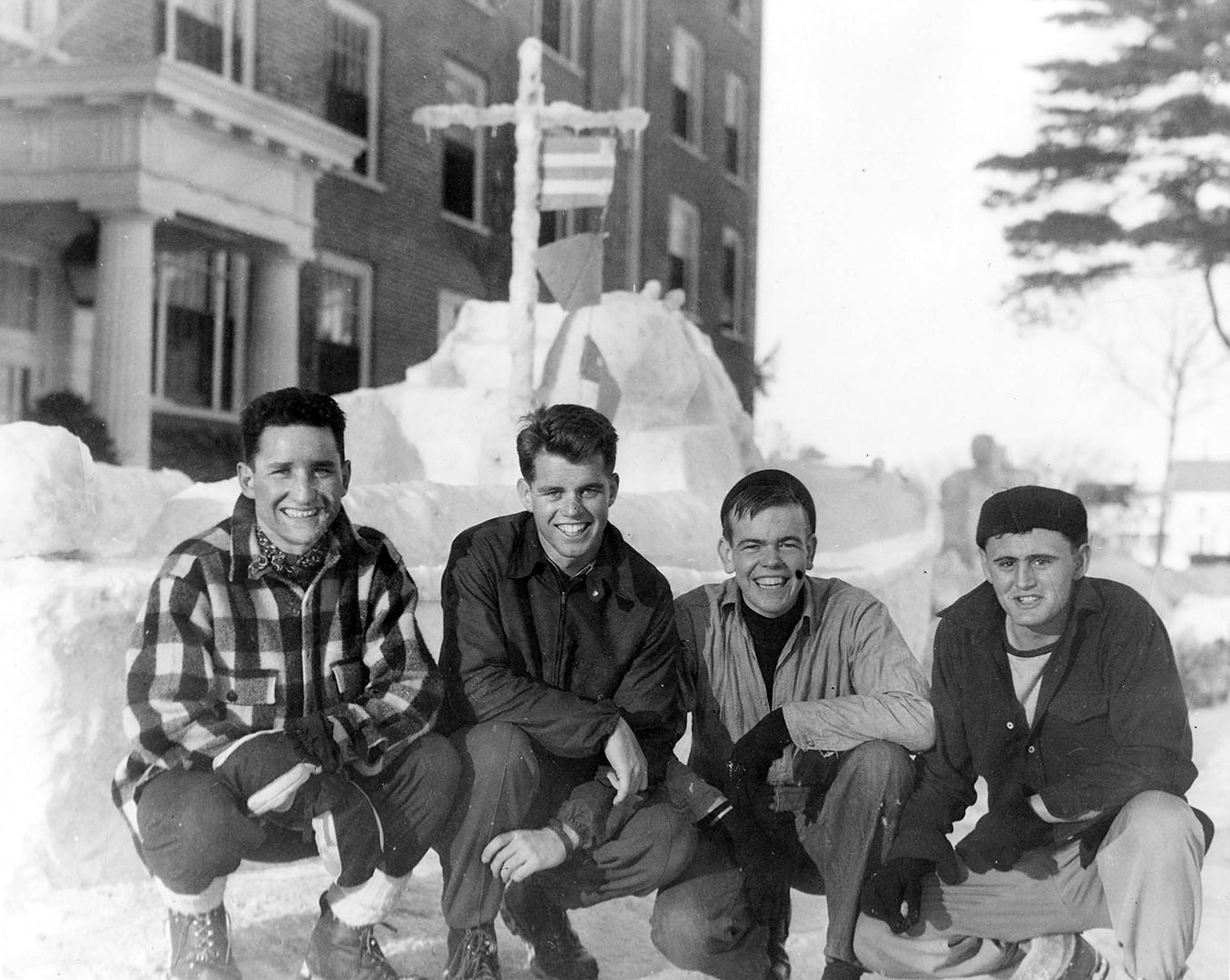
罗伯特·肯尼迪（左二）在贝茨学院完成 V-12 学习期间；背景是一艘海军舰艇的雪雕。

V-12 海军学院训练计划旨在补充二战期间美国海军委任军官的能力。 1943年7月1日至1946年6月30日期间，从美国131所学院和大学中，超过125000人被征召入伍。许多参与者参加了各自学院的课程和讲座，以获得完成学业的学位。一些人甚至从海军服役中返校，从他们之前的大学获得学位。
V-12计划的目标是培养军官，该计划旨在培养超过200000名在工程、外语和医学等领域受过技术培训的人员。而与美国陆军特别训练班 (ASTP)不同，陆军项目从1942年到1944年间，并不需要受训者在项目结束时成为军官。